# (179595) Belkovich
(179595) Belkovich est un astéroïde de la ceinture principale.

## Description
(179595) Belkovich est un astéroïde de la ceinture principale. Il fut découvert le 22 juin 2002 à La Palma par Alan Fitzsimmons et Iwan Williams. Il présente une orbite caractérisée par un demi-grand axe de 2,21 UA, une excentricité de 0,16 et une inclinaison de 5,2° par rapport à l'écliptique.

## Compléments